# IK Uppsala Fotboll
IK Uppsala Fotboll är en renodlad dam- och flickfotbollsförening från Uppsala i Uppsala län, som säsongen 2023 spelar i Damallsvenskan.
Föreningen bildades så sent som 2016 men är en fortsättning på damfotbollen som bedrivits inom Danmarks IF och IK Sirius.

## Historia
Klubben har en bakgrund i Danmarks IF som efter att ha kvalificerat sig till högre divisionen inför säsongen 2011 inledde ett samarbete med Sirius.
Sektionen för damfotboll inom Sirius bröts sedan ut för att bilda en förening med fullt fokus på dam- och flickfotboll. Namn och färger för den nya föreningen diskuterades under slutet av 2016. Till slut valdes nuvarande namn framför exempelvis "Uppsala DFF" och klubbfärgerna blev vinrött och vitt.
Debutsäsongen som fristående förening slutade med en åttondeplats i Elitettan 2017 och 2018. Laget säkrade en 2:a plats och avancemang till Damallsvenskan i sista omgången av Elitettan 2019. Gästande Uppsala var tvungna att vinna mot Hammarby medan det räckte med oavgjort för Stockholmslaget. Hammarby var dessutom obesegrade på Kanalplan säsongen 2019. Efter en tidig ledning för hemmalaget vände Uppsala och vann med 3–1 inför 3 100 åskådare, nytt publikrekord i Elitettan.
I den historiska första damallsvenska matchen 2020 lyckades IK Uppsala återigen med bedriften att vända ett underläge mot ett Stockholmslag till en 3–2-seger när nykomlingarna vann mot Djurgårdens IF i premiärmatchen på Studenternas. Det skulle därmed komma att bli en Uppsalalagets tre segrar under säsongen vilket resulterade i att man åkte ur serien samma år.
Efter en stark inledning av säsongen 2021 tappade IK Uppsala greppet om uppflyttningsplatserna till Damallsvenskan. Man hade däremot fortfarande chans till uppflyttning i den sista omgången, men föll hemma mot Jitex BK, samtidigt som Brommapojkarna vann sin match mot Älvsjö AIK. Därmed gick BP om Uppsalalaget i tabellen och knep den sista uppflyttningsplatsen.
Den 5 december 2022 meddelade Svenska Fotbollförbundet att Eskilstuna United DFF nekas elitlicens, och därmed inte tillåts spela Damallsvenskan 2023 och i stället flyttades ner till Elitettan. Eskilstuna United DFF överklagade, men den 2 januari 2023 bekräftade Svenska Fotbollförbundet att platsen i stället går till IK Uppsala.

## Placering tidigare säsonger
som IK Uppsala Fotboll
| Säsong | Nivå | Liga           | Placering | Webbplats | Notering                            |
| ------ | ---- | -------------- | --------- | --------- | ----------------------------------- |
| 2017   | 2    | Elitettan      | 8         | [ 12 ]    |                                     |
| 2018   | 2    | Elitettan      | 8         | [ 13 ]    |                                     |
| 2019   | 2    | Elitettan      | 2         | [ 14 ]    | Uppflyttad till Damallsvenskan 2020 |
| 2020   | 1    | Damallsvenskan | 12        | [ 15 ]    | Nedflyttad till Elitettan 2021      |
| 2021   | 2    | Elitettan      | 4         | [ 16 ]    |                                     |
| 2022   | 2    | Elitettan      | 3         | [ 17 ]    | Uppflyttad till Damallsvenskan 2023 |
| 2023   | 1    | Damallsvenskan | 13        | [ 18 ]    | Nedflyttad till Elitettan 2024      |
| 2024   | 2    | Elitettan      | 4         |           |                                     |
| 2025   | 2    | Elitettan      |           |           |                                     |

### Serieplaceringar sedan 2006
| Säsong | Serie                     | Placering | Anm.                                            |
| ------ | ------------------------- | --------- | ----------------------------------------------- |
| 2006   | Norrettan                 | 7         | som Danmarks IF                                 |
| 2007   | Norrettan                 | 3         | som Danmarks IF                                 |
| 2008   | Norrettan                 | 5         | som Danmarks IF                                 |
| 2009   | Norrettan                 | 3         | som Danmarks IF                                 |
| 2010   | Norrettan                 | 5         | som Danmarks IF                                 |
| 2011   | Division 2 östra Svealand | 1         | som Danmark-Sirius DFF                          |
| 2012   | Norrettan                 | 2         | som IK Sirius FK, förlorade allsvenskt kvalspel |
| 2013   | Elitettan                 | 3         | som IK Sirius FK                                |
| 2014   | Elitettan                 | 7         | som IK Sirius FK                                |
| 2015   | Elitettan                 | 6         | som IK Sirius FK                                |
| 2016   | Elitettan                 | 4         | som IK Sirius FK                                |

## Färger
| UPPSALA FOTBOLL | UPPSALA FOTBOLL |

## Spelartrupp
| Nr | Land    | Pos | Namn                 |
| -- | ------- | --- | -------------------- |
| 1  | Sverige | MV  | Milla-Maj Majasaari  |
| 2  | Sverige | F   | Ellen Arbman Hansing |
| 3  | Sverige | F   | Josefin Baudou       |
| 4  | Sverige | F   | Emilia Hjertberg     |
| 5  | Sverige | F   | Sofia From           |
| 6  | Sverige | MF  | Agnes Nyberg         |
| 7  | Island  | MF  | Andrea Thorisson     |
| 8  | Sverige | A   | Wilma Öhman          |
| 9  | USA     | MF  | Taryn Ries           |
| 10 | Sverige | A   | Maria Poli           |
| 11 | Sverige | A   | Johanna Renmark      |
| 12 | Sverige | F   | Beatrice Gärds       |
| 14 | Sverige | F   | Elin Rombing         |
| 15 | Sverige | MF  | Sonja Ekholm         |
| 16 | Sverige | MF  | Ellinor Johansson    |
| 17 | Sverige | MF  | Hannah Eriksson      |
| 18 | Sverige | F   | Julia Ragnarsson     |
| 19 | Sverige | A   | Klara Folkesson      |
| 20 | Sverige | MF  | Matilda Kristell     |

## Arenor
Hemmaarena i seriespel är sedan 2020 Studenternas IP.